# Chiến dịch Thung lũng 1864

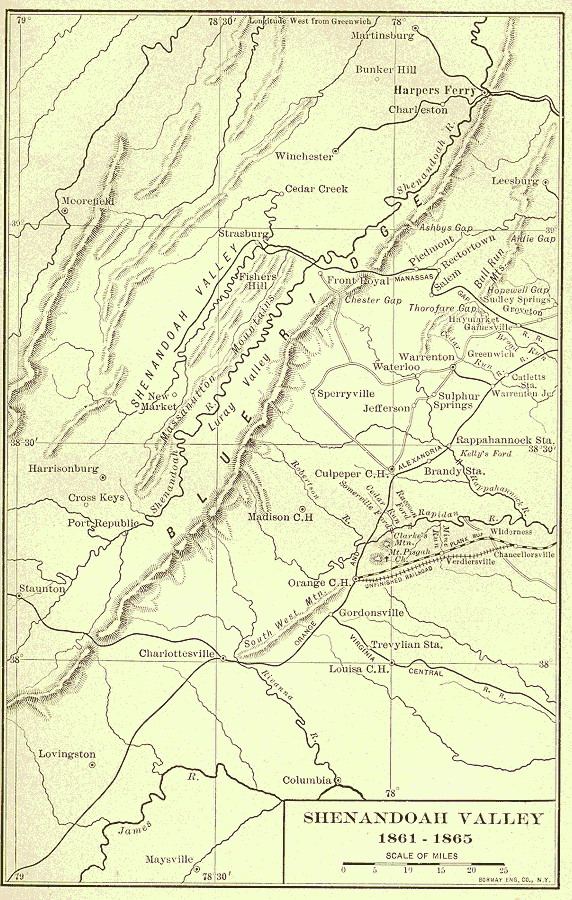
Bản đồ Thung lũng Shenandoah (1861-1865)

Chiến dịch Thung lũng 1864 gồm một loạt các trận đánh lớn nhỏ trong vùng thung lũng Shenandoah, Virginia từ tháng 5 đến tháng 10 năm 1864 thời Nội chiến Hoa Kỳ. Các sử gia đã chia giai đoạn này thành ba chiến dịch riêng biệt, nhưng vẫn thường đồng thời nghiên cứu cả ba và sự tác động qua lại lẫn nhau giữa chúng.

## Bối cảnh
Đầu năm 1864, tướng Ulysses S. Grant được Tổng thống Abraham Lincoln thăng chức trung tướng và triệu về Mặt trận miền Đông để thống lĩnh toàn bộ quân đội miền Bắc. Grant đặt tổng hành dinh tại Binh đoàn Potomac (mặc dù binh đoàn lúc này vẫn do thiếu tướng George Meade làm tư lệnh). Thiếu tướng William Tecumseh Sherman được giao phó phần lớn lực lượng tại Mặt trận miền Tây.
Grant hiểu được khái niệm về chiến tranh tổng lực và, cũng như Sherman và Lincoln, ông tin rằng chỉ có đánh bại triệt để mọi lực lượng và cơ sở kinh tế của Liên minh miền Nam mới có thể kết thúc được chiến tranh. Do đó chiến thuật tiêu thổ cần được sử dụng tại những mặt trận quan trọng. Ông đã nghĩ ra một chiến lược phối hợp tấn công về phía trung tâm của miền Nam từ nhiều hướng cùng một lúc: 
1. Grant, Meade, và Benjamin Butler đánh tướng miền Nam Robert E. Lee và Binh đoàn Bắc Virginia ở gần Richmond, Virginia;
2. Franz Sigel xâm chiếm thung lũng Shenandoah và tiêu diệt nguồn tiếp tế của Lee;
3. Sherman tấn công Georgia để chiếm Atlanta;
4. Nathaniel Banks đánh chiếm Mobile, Alabama.

## Chiến dịch Lynchburg (Tháng 5–6 năm 1864)

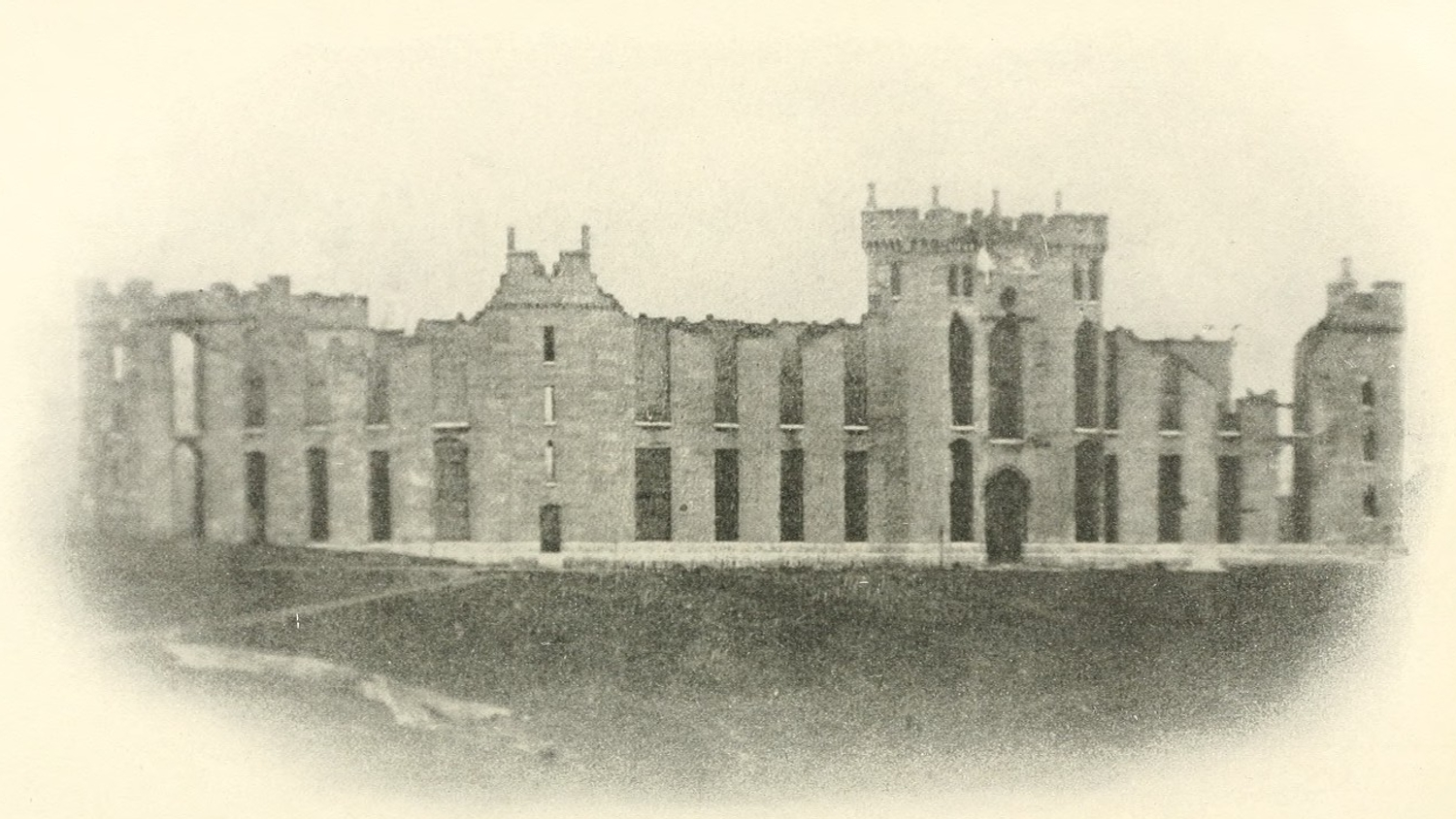
Học viện Quân sự Virginia bị phá hủy sau cuộc đột kích của Hunter năm 1864.

Chiến dịch đầu tiên bắt đầu khi Sigel, chỉ huy Cục Tây Virginia, theo đúng kế hoạch của Grant dẫn 10.000 quân tiến "lên Thung lũng" về phía tây-nam để phá hủy đầu mối đường xe lửa tại Lynchburg, Virginia.

### Trận New Market (15 tháng 5)
Sigel đụng độ với 4.000 binh lính và học viên Học viện Quân sự Virginia của miền Nam do thiếu tướng John C. Breckenridge chỉ huy. Sigel thua chạy về Strasburg, Virginia. Thiếu tướng David Hunter lên thay Sigel, sau đó đã đốt Học viện Virginia để trả thù.

### Trận Piedmont (5–6 tháng 6)

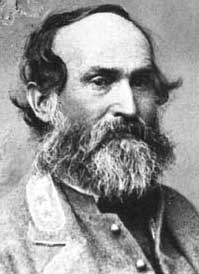
Jubal Early

Hunter tấn công và đánh bại quân miền Nam, tướng chỉ huy miền Nam William E. "Grumble" Jones bị bắn chết trong trận. Hunter chiếm được Staunton, Virginia.

### Trận Lynchburg (17–18 tháng 6)
Hunter ra lệnh phá đường xe lửa, kênh rạch và các bệnh viện tại Lynchburg nhưng chưa hoàn tất công việc thì bị tiền quân miền Nam của tướng Jubal A. Early kéo đến đánh. Hunter bị thiếu tiếp tế, phải chạy về Tây Virginia.

## Tướng Early tiến đánh Washington và tuyến đường xe lửa Baltimore - Ohio (Tháng 6–Tháng 8năm 1864)

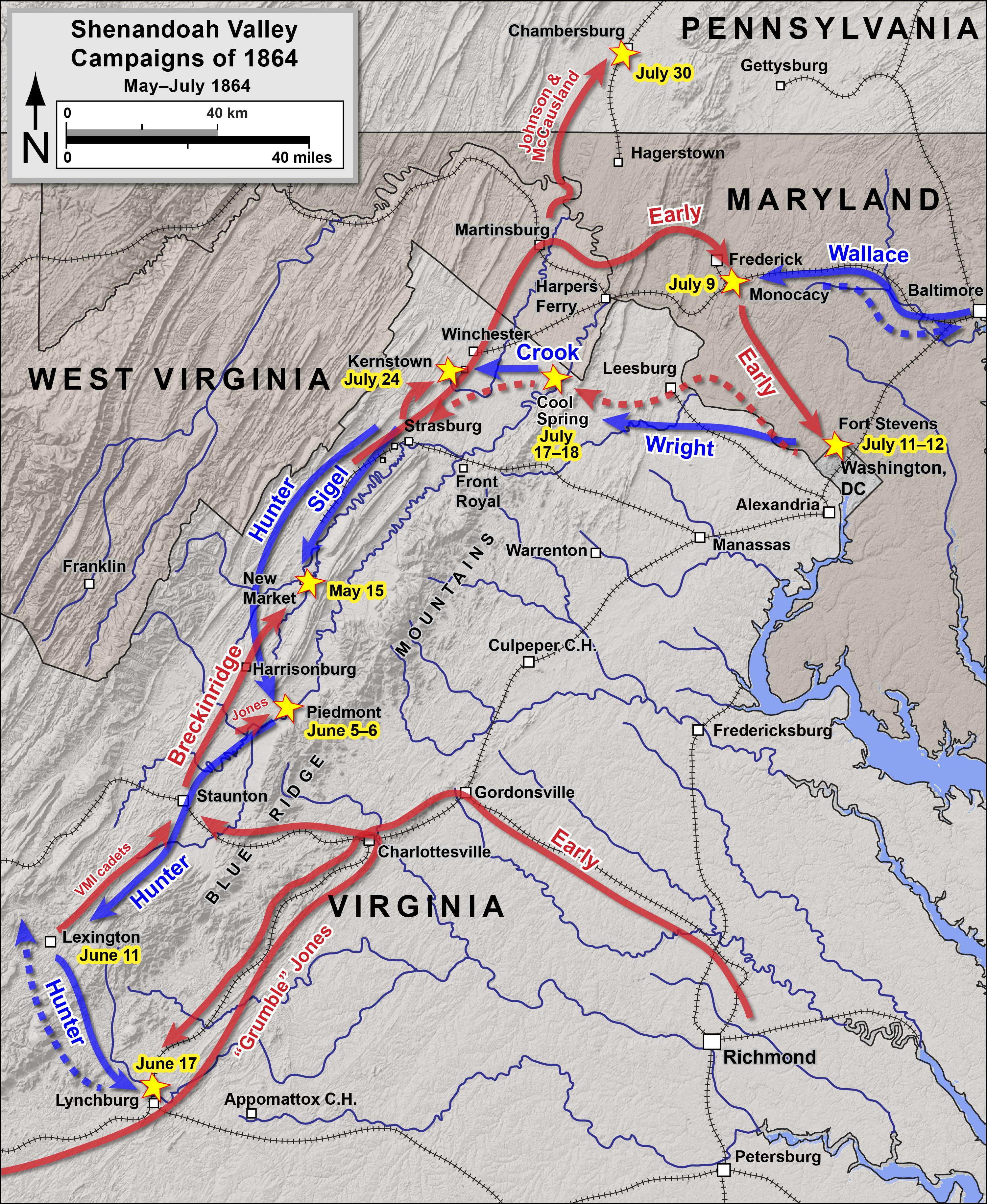
Chiến dịch Thung lũng Shenandoah, tháng 5-tháng 7 năm 1864

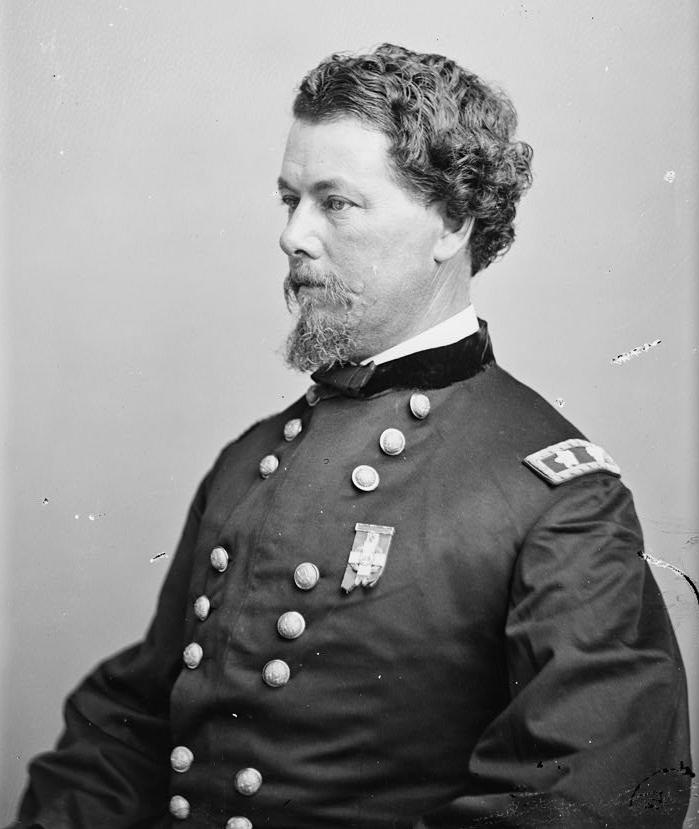
Horatio G. Wright

Tướng Lee e ngại khi Hunter tiến vào vùng Thung lũng sẽ đe dọa tuyến đường xe lửa trọng yếu và các nguồn tiếp tế cho quân đội miền Nam tại Virginia. Ông ra lệnh cho quân đoàn của tướng Jubal Early tấn công đuổi quân miền Bắc ra khỏi Thung lũng, và khi nắm được lợi thế cố tiến về uy hiếp Washington, D.C., với hy vọng sẽ buộc Grant phải giảm bớt lực lượng hiện đang vây Petersburg, Virginia. Early dựa theo đường bước của Stonewall Jackson trong Chiến dịch Thung lũng năm 1862, khởi hành thuận lợi, kéo xuống Thung lũng không gặp trở ngại gì, vòng qua Harpers Ferry, vượt sông Potomac và đâm thẳng vào Maryland. Tướng Grant cho hai tướng Horatio G. Wright và George Crook kéo về tăng viện cho Washington và đánh Early.

### Trận Monocacy (9 tháng 7)
Early đánh bại một lực lượng nhỏ quân của Lew Wallace gần Frederick, Maryland, nhưng vì trận đánh này ông bị cầm chân, tạo cơ hội cho quân miền Bắc kịp đưa tiếp viện phòng thủ Washington.

### Trận đồn Stevens (11–12 tháng 7)
Early tấn công đồn quân sự Stevens thuộc vành đai phòng thủ phía tây bắc Washington, nhưng không thành công và phải rút lui. Trong trận này, Abraham Lincoln tận mắt chứng kiến cảnh đánh nhau giữa hai đội quân Nam-Bắc (Lincoln là tổng thống Hoa Kỳ duy nhất từng đứng trong tầm đạn địch quân khi còn tại nhiệm). Khi lui quân về Virginia, Early nói với một viên sĩ quan: "Thiếu tá, chúng ta không lấy được Washington, nhưng chúng ta đã khiến Abe Lincoln sợ mất hồn!" (tiếng Anh:"Major, we haven't taken Washington, but we scared Abe Lincoln like hell.")

### Trận Heaton's Crossroads (16 tháng 7)
Kỵ binh miền Bắc tấn công xe lửa tiếp vận của tướng Early khi quân miền Nam đang rút qua Thung lũng Loudoun trên đường chạy về dãy núi Blue Ridge. Quân miền Nam nguyên ngày phải chống cự nhiều đợt đột kích quấy nhiễu của kỵ binh miền Bắc.

### Trận Cool Spring (17–18 tháng 7)
Tướng Early phản công và đánh lui đội quân truy đuổi do tướng Wright chỉ huy.

### Trận Rutherford's Farm (20 tháng 7)
Một sư đoàn quân miền Bắc đánh tan sư đoàn miền Nam do tướng Stephen Dodson Ramseur chỉ huy. Early phải rút về phía nam Fisher's Hill, gần  Winchester, Virginia.

### Trận Kernstown thứ hai (24 tháng 7)
Tướng Wright lui binh, cho rằng Early không còn là mối đe dọa nữa. Ngờ đâu Early tấn công không cho Wright kéo quân về tiếp trợ tướng Grant đang bao vây Petersburg. Quân miền Bắc tan vỡ, tháo chạy khắp đường phố Winchester. Early xua quân đuổi theo và phóng hỏa đốt cháy thành phố Chambersburg, Pennsylvania, rửa hận vụ tướng Hunter đốt phá trong cùng Thung lũng trước đây.

### Trận Folck's Mill (1 tháng 8)
Còn gọi là trận Cumberland. Một trận đánh kỵ binh nhỏ bất phân thắng bại tại Maryland.

### Trận Moorefield (7 tháng 8)
Còn gọi là trận Oldfields. Kỵ binh miền Nam từ Chambersburg trở về bị kỵ binh miền Bắc phục kích và đánh bại.

## Chiến dịch Thung lũng của Sheridan (Tháng 8–Tháng 10năm 1864)
Grant cuối cùng đã không chịu nổi Early, nhất là với việc ông ta phóng hỏa Chambersburg, và hiểu rằng chừng nào Early còn tự do hành động thì Washington còn nguy hiểm. Ông tìm được một viên tư lệnh mới đủ tháo vát để đánh bại Early: Philip Sheridan, chỉ huy kỵ binh của Binh đoàn Potomac. Sheridan được giao phó toàn bộ các lực lượng trong khu vực, hợp thành Binh đoàn Shenandoah. Lúc này, Abraham Lincoln đang tranh cử tống thống năm 1864 tại Washington nên đầu tiên Sheridan thận trọng dẫn quân miền Bắc hành quân chậm chạp, vì nếu để sơ hở bị thua nặng sẽ tạo ảnh hưởng xấu cho phe chủ chiến.

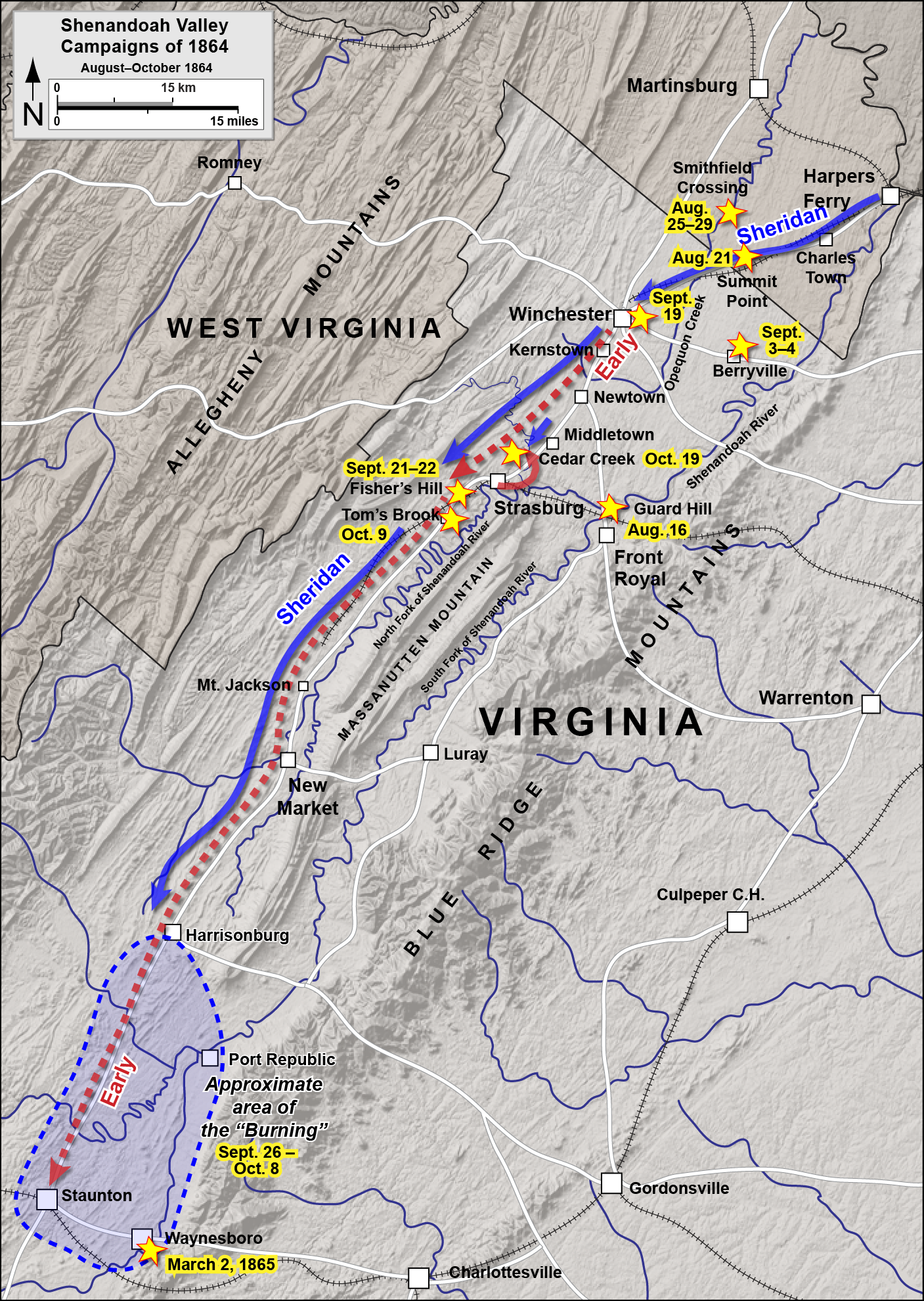
Chiến dịch Thung lũng Shenandoah, tháng 8-tháng 10 năm 1864

### Trận Guard Hill (16 tháng 8)
Còn gọi là trận Front Royal hay trận Cedarville. Quân miền Nam do tướng Richard H. Anderson chỉ huy từ Petersburg kéo lên tiếp ứng Early nhưng khi đang vượt qua sông Shenandoah thì bị sư đoàn kỵ binh miền Bắc của chuẩn tướng Wesley Merritt phục kích, bắt được 300 tù binh. Quân miền Nam củng cố lại và tiếp tục tiến, từ từ đẩy lui Merritt về phía Cedarville. Hai bên bất phân thắng bại.

### Trận Summit Point (21 tháng 8)
Còn gọi là Flowing Springs hay Cameron's Depot. Early hợp quân cùng Anderson đánh Sheridan gần Charles Town, Tây Virginia. Sheridan vừa đánh vừa tiến hành rút lui.

### Trận Smithfield Crossing (25–29 tháng 8)
Hai sư đoàn miền Nam băng qua rạch Opequon Creek đánh bại và buộc một sư đoàn kỵ binh miền Bắc chạy về Charles Town.

### Trận Berryville (3–4 tháng 9)

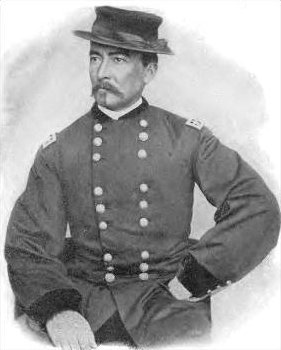
Philip Sheridan

Early thử ra đánh chặn quân Sheridan đang kéo lên Thung lũng. Nhưng sau một cuộc giao chiến nhỏ, ông phải lui về Opequon Creek khi thấy lực lượng Sheridan quá hùng hậu.

### Trận Opequon (19 tháng 9)
Trận đánh này, còn gọi là Trận Winchester thứ ba, là trận lớn nhất trong chiến cuộc thung lũng Shenandoah năm 1864. Thừa lúc Early đang phân tán lực lượng đi đánh phá tuyến Đường sắt Baltimore và Ohio, Sheridan liền tấn công vào đội quân miền Nam gần Winchester, Virginia gây tổn thất nặng nề. Early thấy nguy, bỏ chạy về Fisher's Hill cố thủ.

### Trận Fisher's Hill (21 tháng 9–22 tháng 9)
Sheridan đánh bọc sườn Early vào buổi sáng sớm, quân miền Nam bị đánh bại với thiệt hại khá lớn. Early phải lui về Waynesboro, Virginia.
Với việc quân miền Nam của Early tổn thất nặng và bị kiềm chế, cả vùng Thung lũng đã rộng mở đối với quân miền Bắc. Lúc này lại có tin thắng trận của tướng Sherman trong chiến dịch Atlanta, việc đắc cử tổng thống của Lincoln gần như là chắc chắn. Sheridan liền từ từ kéo quân lui xuống Thung lũng và sử dụng chiến thuật tiêu thổ - cho đốt sạch cây trồng, kho thóc, nhà máy, công xưởng. Mục đích là triệt nguồn lương thực của quân miền Nam tại Virginia. Đến tháng 11, tướng Sherman cũng đã dùng chiến thuật này trong cuộc tiến quân ra biển.

### Trận Tom's Brook (9 tháng 10)
Early thấy Sheridan rút lui liền cho quân truy kích, nhưng hai sư đoàn kỵ binh ra đánh đuổi đã bị kỵ binh miền Bắc đập tan.

### Trận Cedar Creek (19 tháng 10)
Early dùng chiến thuật tài tình đánh úp trại của Sherdian và phá được 2 phần 3 quân đối phương. Nhưng quân miền Nam quá đói và kiệt sức, đã xông vào cướp bóc trại quân miền Bắc và do đó đội ngũ bị rối loạn. Sheridan nhân cơ hội này tập hợp lại lực lượng phản công và đánh bại hoàn toàn quân của Early.

## Kết quả
Sau khi hoàn thành nhiệm vụ vô hiệu hóa Early và tàn phá kinh tế quân sự của vùng Thung lũng, Sherdian trở về trợ chiến tướng Grant trong cuộc vây hãm Petersburg. Phần lớn quân đoàn của Early trở lại nhập vào quân của tướng Lee đanh đánh ở Petersburg trong tháng 12. Early tiếp tục được chỉ huy một lực lượng nòng cốt. Sau khi thua trận cuối tại Waynesboro ngày 2 tháng 3 năm 1865, Early bị tướng Lee cách chức do chính phủ và người dân miền Nam không còn tin cậy ông nữa.